# Pomnik Jana III Sobieskiego w Warszawie (Wilanów)
Pomnik Jana III Sobieskiego – pomnik znajdujący się w Warszawie, przy skrzyżowaniu ulic Oś Królewska i Sarmackiej, w dzielnicy Wilanów. Został wykonany w 1999 przez Edwarda Jelińskiego i odsłonięty 9 września 2001.

## Historia
Pomnik jest dedykowany królowi Janowi III Sobieskiemu, władcy Rzeczpospolitej Obojga Narodów od 1674 do 1696. Został zaproponowany przez artystę Tadeusza Dębskiego, który rozpoczął zbieranie funduszy na jego budowę w 1996. Zwycięski projekt, autorstwa Edwarda Jelińskiego, został wybrany w internetowym głosowaniu w którym udział wzięło ok. czterech tysięcy mieszkańców dzielnicy. Rzeźba była wykonana w 1999 w Pracowni Konserwacji Zabytków „Monument” w Łazienkach Królewskich i odsłonięta 9 września 2001 na skrzyżowaniu ulic Klimczyka i Przyczółkowej.
Nieopodal została także umieszczona rzeźba Dębskiego. Wykonana z mosiądzu, przedstawia 9-metrową buławę o ażurowej oprawie. Upamiętnia ona zwycięstwo Sobieskiego w bitwach pod Chocimiem i Wiedniem.
Pomnik Sobieskiego przeniesiono na skrzyżowanie ulic Oś Królewska i Sarmackiej w 2013.

## Opis
Posąg wykonany z brązu przedstawia króla Jana III Sobieskiemu siedzącego na tronie, wraz z jego żoną Marią Kazimierą, stojącą po jego prawej, oraz dwoma psami u jego stóp.